# Rue Jean-Lebas
La rue Jean-Lebas est une voie de Toulouse, chef-lieu de la région Occitanie, dans le Midi de la France.

## Situation et accès

### Description
La rue Jean-Lebas est une voie publique. Elle se trouve dans le quartier Empalot.
La chaussée compte une voie de circulation automobile dans chaque sens. Elle appartient également à une zone 30 et la vitesse y est limitée à 30 km/h. Il n'existe pas d'aménagement cyclable.

### Voies rencontrées
La rue Jean-Lebas rencontre les voies suivantes, dans l'ordre des numéros croissants (« g » indique que la rue se situe à gauche, « d » à droite) :
1. Allée Henri-Sellier
2. Rue des Canaris
3. Rue des Mouettes

## Odonymie
La rue est nommée en hommage à Jean Lebas (1878-1944). Ayant grandi dans une famille d'ouvriers républicains et syndicalisés de Roubaix, il est lui-même militant au Parti ouvrier français (POF), puis à la Section française de l'Internationale ouvrière (SFIO), et devient secrétaire de la fédération du Nord. Il est élu conseiller municipal en 1908, conseiller général en 1910, puis maire de Roubaix en 1912, devenant dès lors une figure du « socialisme municipal ». Pendant la Première Guerre mondiale, le Nord étant occupé, il est victime de la répression menée par l'armée impériale allemande et emprisonné entre 1915 et 1916 à la forteresse de Rastatt. En 1936, à la suite de la victoire du Front populaire, il est ministre du Travail dans le gouvernement de Léon Blum. Pendant la Seconde Guerre mondiale, il est confronté à l'occupation allemande, il s'engage précocement dans la Résistance. Arrêté le 21 mai 1941 par la Gestapo, il est déporté en Allemagne : en 1942, il est condamné à trois ans de travaux forcés et envoyé au camp de Sonnenburg, où il meurt d'épuisement.

## Patrimoine et lieux d'intérêt
- no  33 : Plateforme Emploi Entreprises - Union Cépière Robert Monnier.
- no  56 : Grande mosquée.